# Antonio Maraschi
Antonio Maraschi, detto Anthony (Oleggio, 1820 – San Francisco 1897), è stato un gesuita italiano naturalizzato statunitense, noto come fondatore e primo presidente nel 1855 del Saint Ignatius College (oggi University of San Francisco) in California.

## Biografia
Nato a Oleggio in Piemonte nel 1820, Antonio Maraschi entra novizio a Novara nella Compagnia di Gesù. Trasferitosi negli Stati Uniti, viene ordinato sacerdote a Georgetown College nel 1848. Insegna dapprima teologia al College of the Holy Cross a Worcester in Massachusetts, e quindi al Loyola College a Baltimora in Maryland. Nel 1854 viene inviato in missione pastorale in California, dove la Corsa all'oro ha attirato migliaia di nuovi residenti. Imbarcatosi con altri due padri gesuiti, giunge a San Francisco dopo una lunga e avventurosa traversata nel novembre dello stesso anno.
In California Maraschi trova ad accoglierlo il confratello Giovanni Nobili che a Santa Rosa ha aperto nel 1851 il primo collegio gesuita della regione, il Santa Rosa College (oggi Santa Clara University). Con l'aiuto dei padri Michele Accolti e Giuseppe Bixio (fratello di Nino Bixio), Maraschi fonda a San Francisco una nuova scuola, che viene chiamata Saint Ignatius Academy e si inaugura nel 1855 con tre studenti in un modesto edificio di una sola stanza. In soli pochi anni la scuola si espande ed attira dozzine di nuovi allievi. Già nel 1859 l'Academy diventa College, potendo rilasciare diplomi di laurea. Con il tempo sarebbe cresciuta a divenire l'odierna Università di San Francisco. Con Giovanni Nobili, Antonio Maraschi entra così a far parte di quella ristretta schiera di religiosi italiani che nell'Ottocento fondano istituti di studi superiori in Nord America, da Giovanni Antonio Grassi, presidente dell'Università di Georgetown a Washington nel 1812-17, a Giuseppe Cataldo, fondatore nel 1887 dell'Università Gonzaga a Spokane.
Maraschi trascorre tutta la sua vita a San Francisco. Anche dopo aver lasciato la presidenza del College nel 1862 (gli studenti sono ora 467 ed il College comprende diversi edifici), continua a lavorarvi come insegnante e tesoriere, mentre serve come parroco nell'annessa parrocchia di Sant'Ignazio.
Maraschi muore a San Francisco nel 1897 ed è sepolto nel cimitero della Missione di Santa Rosa.
Oggi un'ampia sala per conferenze e spettacoli è dedicata al suo nome a Fromm Hall, uno dei principali edifici dell'Università di San Francisco, originariamente costruito nel 1959 come residenza dei padri gesuiti. Dal 1985 anche un busto bronzeo, opera di Harriet G. Moore, ricorda nel campus il suo ruolo di fondatore e primo presidente dell'Istituzione accademica.